# Stefan Suszyński

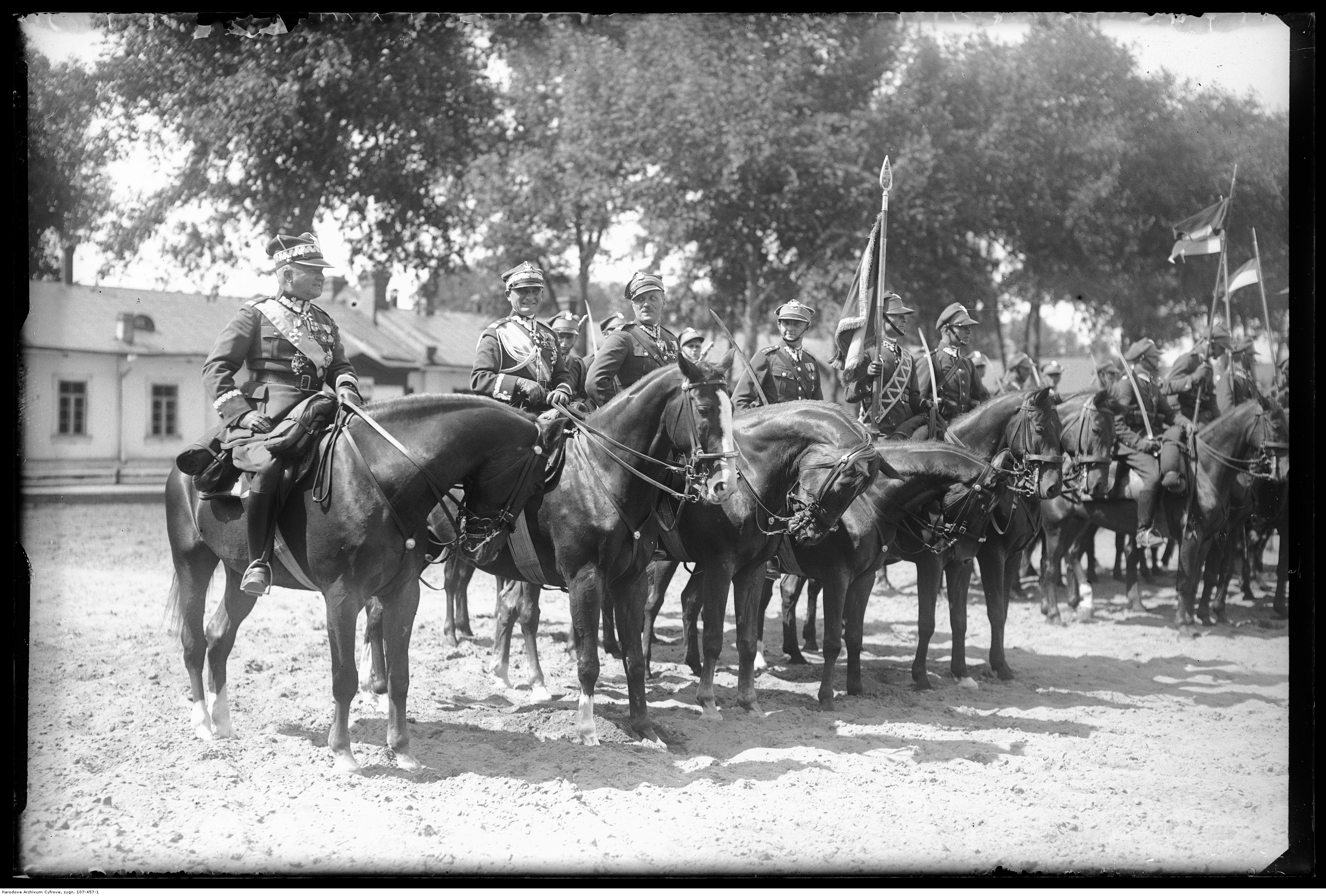
Stefan Suszyński (pierwszy z lewej)

Stefan Suszyński (ur. 27 grudnia 1871?/8 stycznia 1872 w maj. Bahrynowo, zm. 23 grudnia 1941 w obozie pracy Dolinka k. Karagandy) – pułkownik kawalerii Armii Imperium Rosyjskiego oraz generał dywizji Wojska Polskiego, kawaler Orderu Virtuti Militari.

## Życiorys
Syn Ignacego i Marii z Iwanowskich urodzony 8 stycznia 1872 w rodzinnym majątku Bahrynowo, w ówczesnym powiecie orszańskim guberni mohylewskiej.
Od 1894 w służbie wojskowej. Ukończył Oficerską Szkołę Kawalerii w Twerze i w 1905 Szkołę Wojskową w Petersburgu. Przeszedł kolejne szczeble dowódcze w jednostkach. Podczas I wojny światowej, w stopniu rotmistrza, dowodził szwadronem, pułkiem i brygadą kawalerii na froncie niemieckim. Pułkownik z 1916. Odznaczył się w walkach, za co był wyróżniany orderami.
W grudniu 1917 jako dowódca przystąpił do organizacji 2 pułku ułanów w I Korpusie Polskim w Rosji. W kwietniu 1918 objął dowództwo 1 pułku ułanów i sprawował je do lipca.
20 listopada 1918 został przyjęty do Wojska Polskiego z byłego I Korpusu Polskiego i byłej armii rosyjskiej z zatwierdzeniem posiadanego stopnia pułkownika ze starszeństwem od dnia 9 marca 1913. Początkowo jako szef Sekcji Remontów Departamentu Organizacyjno Mobilizacyjnego Ministerstwa Spraw Wojskowych. Uczestniczył w wojnie polsko-bolszewickiej. 15 czerwca 1919 objął dowództwo V Brygady Jazdy. W kwietniu 1920 otrzymał nominację na stanowisko dowódcy VII Brygady Jazdy, na którym 1 maja 1920 został zatwierdzony w stopniu generała podporucznika z dn. 1 kwietnia 1920 roku. Od sierpnia do grudnia 1920 dowodził VIII Brygadą Jazdy. W styczniu 1921 został wyznaczony na stanowisko komendanta miasta stołecznego Warszawy (jego zastępcą był płk Stanisław Piotr Nowakowski). Równocześnie pełnił funkcję przewodniczącego komisji weryfikacyjnej dla oficerów korpusów wschodnich i byłej armii rosyjskiej. Był także członkiem Oficerskiego Trybunału Orzekającego. 3 maja 1922 został zweryfikowany w stopniu generała brygady ze starszeństwem z dniem 1 czerwca 1919. 1 grudnia 1924 awansował na stopień generała dywizji ze starszeństwem z dniem 15 sierpnia 1924 i 12. lokatą w korpusie generałów. Podczas przewrotu majowego opowiedział się po stronie rządu i organizował w Warszawie opór przeciwko piłsudczykom. Fakt ten zadecydował o jego późniejszej, przedwczesnej dymisji. Z dniem 30 kwietnia 1927 został przeniesiony w stan spoczynku. Osiadł w Warszawie.
Po agresji Niemiec na Polskę we wrześniu 1939 wyruszył na wschód. 7 listopada 1939 w Wilnie został aresztowany przez NKWD. Był więziony w Białymstoku, Mińsku, Orszy i Witebsku, a następnie został przewieziony do łagru Dolinka, wchodzącego w skład Karłagu. W obozie pracował w cegielni. W sierpniu 1941 przebywał w szpitalu obozowym. 9 grudnia 1941 odwiedził go tam ppłk Henryk Jacyna z dowództwa PSZ w ZSRR. Dwa tygodnie później, 22/23 grudnia 1941 zmarł w szpitalu tamże. Został pochowany na cmentarzu położonym kilometr od Dolinki.
Był żonaty z Marią z Buszyńskich, dzieci nie miał.

## Ordery i odznaczenia
- Krzyż Srebrny Orderu Wojskowego Virtuti Militari nr 6682 (10 maja 1922)[11][12]
- Krzyż Komandorski Orderu Odrodzenia Polski (2 maja 1922)[13][14]
- Krzyż Walecznych (dwukrotnie: po raz drugi 1921)[15]
- Złoty Krzyż Zasługi (10 sierpnia 1924)[16]
- Krzyż Wielki Orderu Korony Rumunii
- Krzyż Komandorski jugosłowiańskiego Orderu Orła Białego
- Krzyż Komandorski Orderu Korony Włoch – 1922[17]
- Krzyż Komandorski belgijskiego Orderu Korony – 1924[18]
- Krzyż Oficerski francuskiego Orderu Legii Honorowej
- Medal Zwycięstwa – 22 września 1924[19]